# Karmelietessenklooster (Roermond)
Het voormalig Karmelietessenklooster bevindt zich aan Venloseweg 78 te Roermond.
Het klooster werd gebouwd in 1882 onder architectuur van Johannes Kayser. Hoewel het oorspronkelijk aan de rand van de stad lag, ligt het tegenwoordig middenin de bebouwing.
Reeds eerder waren er Karmelietessen in Roermond, en wel van 1649-1785.
Het huidige kloostergebouw is uitgevoerd in baksteen en in traditionalistische stijl. Het bevat een kloosterkapel en deze werd vergroot in 1950. Deze kapel heeft neogotische elementen, zoals spitsboogvensters. Ernaast werd in 1950 de Theresiakapel gebouwd.
Het complex is gebouwd in carrévorm en heeft een gesloten karakter. Niettemin is er een gastenhuis.
Kort na 1997 verlieten de zusters dit gebouw. Het gebouw, dat geklasseerd is als Rijksmonument, werd uiteindelijk een appartementencomplex.